# Jean-Marie Collot d’Herbois
Jean-Marie Collot d’Herbois (ejtsd: zsán-márí kolóderboá, Párizs, 1749. június 19. – Cayenne, 1796. június 8.) a nagy francia forradalom egyik fontos szereplője volt, eredetileg színész, drámaíró és esszéista volt. A forradalom alatt a jakobinusok közé tartozott.

## A forradalom előtt
A forradalom előtt elhagyta otthonát és egy vándortársulathoz csatlakozott. Eljutott Bordeaux-ba, Nantes-ba és Hollandiába is, ahol megismerte feleségét. 
1784-től a genfi, majd 1787-től a lyoni színház igazgatója lett. 1789-ben a forradalom kitörésével szakított korábbi életével, visszatért Párizsba és bekapcsolódott az eseményekbe.

## A forradalom alatt
A forradalom kitörése után szenvedélyes népszónokként tűnt ki a tömegből. Almanac du père Gérard című művével a jakobinusok körében is igen kedvelt figura lett. 1792. augusztus 10-e után a Párizsi Városi Tanácsnak, majd szeptembertől a Konventnek is tagja lett, ahol szinte rögtön indítványozta a köztársasági államforma bevezetését, valamint XVI. Lajos trónfosztását, majd 1793 januárjában annak haladéktalan kivégzését.
Miután 1793. június 13-án a Jakobinus klub elnökének választották, befolyása még inkább megnőtt. A Konvent 1793 novemberében a forradalomtól elpártolt Lyonba küldte Fouché-val együtt, Couthon helyére. Itt számos kegyetlen leszámolásra került sor.
A diktatúra előrehaladtával népszerűsége fokozatosan nőtt, amit Robespierre sem nézett jó szemmel. 1794 júliusának végén lerántotta a leplet az ellene szervezett összeesküvésről, ami Collot d’Herbois mellett legfőképp Tallien és Fouché terve volt. Robespierre és rendszere megbuktatása után ellene is vádat emeltek, a nép hóhérjának nevezve, majd a Konvent is kizárta soraiból és Cayenne-be deportáltatta, ahol haláláig fogságban tartották lázító tevékenysége miatt.